# Station Olszanica
Station Olszanica is een spoorwegstation in de Poolse plaats Olszanica.